# Pływanie na Letnich Igrzyskach Olimpijskich 2012 – 400 m stylem dowolnym mężczyzn
Wyścig na 400 m stylem dowolnym mężczyzn – jedna z konkurencji pływackich rozgrywanych podczas XXX Igrzysk Olimpijskich w Londynie.
Wyznaczone przez FINA minima kwalifikacyjne wynosiły 3:48.92 (minimum A) oraz 3:54.13 (minimum B).
Obrońcą tytułu z Pekinu był Park Tae-hwan.
Rywalizacja rozpoczęła się 28 lipca o 10:52 czasu londyńskiego, finał rozegrany został tego samego dnia o 19:49.
Mistrzem olimpijskim w wyścigu na 400 m stylem dowolnym został Chińczyk Sun Yang.

## Statystyka

### Rekordy
Tabela przedstawia rekordy olimpijski, świata oraz poszczególnych kontynentów w tej konkurencji.
| Rekord świata     | Paul Biedermann (GER)  | 3:40.07 | Rzym, Włochy                | 26.07.2009 |
| Rekord olimpijski | Ian Thorpe (AUS)       | 3:40.59 | Sydney, Australia           | 16.09.2000 |
| Rekord Afryki     | Oussama Mellouli (TUN) | 3:41.11 | Rzym, Włochy                | 26.07.2009 |
| Rekord Ameryki    | Larsen Jensen (USA)    | 3:42.78 | Pekin, Chiny                | 10.08.2008 |
| Rekord Azji       | Sun Yang (CHN)         | 3:40.29 | Rizhao, Chiny               | 23.09.2011 |
| Rekord Europy     | Paul Biedermann (GER)  | 3:40.07 | Rzym, Włochy                | 26.07.2009 |
| Rekord Oceanii    | Ian Thorpe (AUS)       | 3:40.08 | Manchester, Wielka Brytania | 30.07.2002 |

### Listy światowe
Tabela przedstawia 10 najlepszych wyników uzyskanych w sezonie 2012 przed rozpoczęciem igrzysk.
| lp. | Zawodnik       | Wynik   | Data        | Miejsce     |
| --- | -------------- | ------- | ----------- | ----------- |
| 1.  | Sun Yang       | 3:42.31 | 1 kwietnia  | Shaoxing    |
| 2.  | Park Tae-hwan  | 3:44.22 | 25 maja     | Vancouver   |
| 3.  | Li Yunqi       | 3:45.49 | 27 stycznia | Gold Coast  |
| 4.  | Hao Yun        | 3:45.69 | 27 stycznia | Gold Coast  |
| 5.  | Yannick Agnel  | 3:46.14 | 9 czerwca   | Monte Carlo |
| 6.  | David McKeon   | 3:46.36 | 15 marca    | Adelaide    |
| 7.  | Robbie Renwick | 3:46.73 | 3 marca     | Londyn      |
| 8.  | Pál Joensen    | 3:46.84 | 22 marca    | Brønshøj    |
| 9.  | David Carry    | 3:46.86 | 20 czerwca  | Sheffield   |
| 10. | Mads Glæsner   | 3:46.93 | 22 marca    | Brønshøj    |

## Wyniki

### Eliminacje
W eliminacjach wystartowało 28 zawodników z 23 krajów. Do finału kwalifikowano zawodników z ośmioma najlepszymi czasami.  W eliminacjach wystartował Polak Mateusz Sawrymowicz. Wygrał swój wyścig eliminacyjny, ale jego czas (3:53.33) nie pozwolił mu się zakwalifikować do finału. Ostatecznie zajął 21. miejsce po uwzględnieniu apelacji Parka.  Jeden z faworytów konkurencji, rekordzista świata Niemiec Paul Biedermann uplasował się na 13. miejscu i tym samym nie awansował do finału. Po zakończeniu eliminacji doszło do małego zamieszania, gdyż zwycięzca wyścigu Koreańczyk Park Tae-hwan został zdyskwalifikowany za rzekomy falstart. Po złożeniu protestu, sędziowie przyjęli jego apelację i został dopuszczony do finału. Przyznanie Koreańczykowi miejsca w finale pozbawiło występu w finale Kanadyjczyka Ryana Cochrane'a.

### Wyścig 1
| Poz. | Tor | Zawodnik                | Narodowość | Wynik   | Uwagi |
| ---- | --- | ----------------------- | ---------- | ------- | ----- |
| 1    | 4   | Mateusz Sawrymowicz     | Polska     | 3:53.33 |       |
| 2    | 5   | Mateo de Angulo Velasco | Kolumbia   | 3:57.76 |       |
| 3    | 6   | Ahmed Gebrel            | Palestyna  | 4:08.51 |       |
| 4    | 3   | Allan Gutiérrez Castro  | Honduras   | 4:09.10 |       |

### Wyścig 2
| Poz. | Tor | Zawodnik            | Narodowość      | Wynik   | Uwagi |
| ---- | --- | ------------------- | --------------- | ------- | ----- |
| 1    | 5   | Ryan Cochrane       | Kanada          | 3:47.26 |       |
| 2    | 3   | Robbie Renwick      | Wielka Brytania | 3:47.44 |       |
| 3    | 6   | Mads Glæsner        | Dania           | 3:48.27 |       |
| 4    | 4   | Paul Biedermann     | Niemcy          | 3:48.50 |       |
| 5    | 2   | Matthew Stanley     | Nowa Zelandia   | 3:49.44 |       |
| 6    | 7   | Jegor Diegtiariow   | Rosja           | 3:52.33 |       |
| 7    | 8   | Đorđe Marković      | Serbia          | 3:55.35 |       |
| 8    | 1   | Juan Martín Pereyra | Argentyna       | 3:56.76 |       |

### Wyścig 3
| Poz. | Tor | Zawodnik       | Narodowość        | Wynik   | Uwagi |
| ---- | --- | -------------- | ----------------- | ------- | ----- |
| 1    | 4   | Park Tae-hwan  | Korea Południowa  | 3:46.68 | Q     |
| 2    | 2   | Gergő Kis      | Węgry             | 3:46.77 | Q     |
| 3    | 5   | Ryan Napoleon  | Australia         | 3:47.01 | Q     |
| 4    | 6   | David Carry    | Wielka Brytania   | 3:47.25 | Q     |
| 5    | 3   | David McKeon   | Australia         | 3:48.57 |       |
| 6    | 1   | Serhij Frołow  | Ukraina           | 3:50.63 |       |
| 7    | 8   | Matias Koski   | Finlandia         | 3:54.96 |       |
| 8    | 7   | Heerden Herman | Południowa Afryka | 3:57.28 |       |

### Wyścig 4
| Poz. | Tor | Zawodnik                 | Narodowość        | Wynik   | Uwagi |
| ---- | --- | ------------------------ | ----------------- | ------- | ----- |
| 1    | 4   | Sun Yang                 | Chiny             | 3:45.07 | Q     |
| 2    | 5   | Peter Vanderkaay         | Węgry             | 3:45.80 | Q     |
| 3    | 7   | Conor Dwyer              | Stany Zjednoczone | 3:46.24 | Q     |
| 4    | 3   | Hao Yun                  | Chiny             | 3:46.88 | Q     |
| 5    | 6   | Pál Joensen              | Dania             | 3:47.36 |       |
| 6    | 8   | Cristian Quintero Valero | Wenezuela         | 3:50.44 |       |
| 7    | 2   | Samuel Pizzetti          | Włochy            | 3:50.93 |       |
| 8    | 1   | Dominik Meichtry         | Szwajcaria        | 3:51.34 |       |

### Finał
Mistrzem olimpijskim z nowym rekordem olimpijskim oraz rekordem Azji został Chińczyk Sun Yang, któremu zabrakło tylko 0,07s do rekordu świata Niemca Paula Biedermanna.
| Poz. | Tor | Zawodnik         | Narodowość        | Wynik   | Uwagi |
| ---- | --- | ---------------- | ----------------- | ------- | ----- |
|      | 4   | Sun Yang         | Chiny             | 3:40.14 |       |
|      | 6   | Park Tae-hwan    | Korea Południowa  | 3:42.06 |       |
|      | 5   | Peter Vanderkaay | Stany Zjednoczone | 3:44.69 |       |
| 4    | 7   | Hao Yun          | Chiny             | 3:46.02 |       |
| 5    | 3   | Conor Dwyer      | Stany Zjednoczone | 3:46.39 |       |
| 6    | 2   | Gergő Kis        | Węgry             | 3:47.03 |       |
| 7    | 8   | David Carry      | Wielka Brytania   | 3:48.62 |       |
| 8    | 1   | Ryan Napoleon    | Australia         | 3:49.25 |       |